# Aschot Karagjan
Aschot Karagjan (armenisch Աշոտ Կարագյան; * 23. Januar 1951 in Jerewan, Armenische SSR) ist ein ehemaliger armenischer Fechter, der für die Sowjetunion antrat.

## Erfolge
Aschot Karagjan erfocht sämtliche internationalen Erfolge im Mannschaftswettbewerb. Bei Weltmeisterschaften gewann er mit dem Degen zunächst 1973 in Göteborg und 1977 in Buenos Aires Bronze sowie 1978 in Hamburg Silber. 1979 in Melbourne und 1981 in Clermont-Ferrand wurde er mit der Mannschaft Weltmeister. Bei den Olympischen Spielen 1980 in Moskau trat er sowohl im Mannschaftswettbewerb mit dem Florett als auch mit dem Degen an. Mit der Florett-Equipe erreichte er das Finale, in dem sich Frankreich durchsetzte. Mit der Degenmannschaft gewann er die Bronzemedaille.